# 麻将連合
麻将連合（マージャンれんごう）は、元最高位戦日本プロ麻雀協会代表の井出洋介が1997年4月に設立した競技麻雀のプロ団体。通称はμ（ミュー）。
「麻将」とは金銭を賭けない純粋な競技としての麻雀を意味する語（中国で麻雀のことを「麻将」というが、この場合は関係がない）とし、麻雀と同じく「マージャン」と発音する。そのような麻雀を意味する言葉としては「競技麻雀」という言葉もあるが、あえて「麻雀」と同音の言葉を使用している。団体の目的は当然、「麻将」の普及にある。機関誌「麻将新世紀」を年3回発行していた。
多くのプロ団体において「プロテスト」と銘打たれた選手採用テストが行われるのに対し、ミューにおいてはまず「ツアー試験」によって選手（ツアー選手）を採用し、そこから一定の要件を満たした者をプロ（認定プロ）に認定するという厳格な2段階方式を採用している。また、ツアー試験もプロ認定も「絶対評価」であり、及第点に達するものがいなければ「合格者無し」となる。

## 認定プロ一覧
【注】所属リーグは毎年変動するのでカットした。
認定年月
1997年4月
- 忍田幸夫（代表2007年～現在）

1998年6月
- 原浩明

2000年1月
- 木村和幸
- 柏原純
- 須藤浩

2003年6月
- 高見沢治幸

2003年10月
- 松井一義
- 小林剛（2018年～Mリーグ、U-NEXT Piratesに所属、ドラフト1位）

※ここまでは同時に認定された者に順位の別はない。同期が複数の場合は便宜上、年齢順とした。
2006年以降、複数の場合は期首順位の順。
2006年1月
- 三原孝博
- 山本裕司

2008年1月
- 黒澤耕一郎

2011年1月
- 清水英二
- 明村諭

2012年1月
- 藤原健

2013年1月
- 城島清貴

2014年1月
- 三上龍玲

2015年1月
- 草場とも子

2016年1月
- むく大樹

2018年1月
- 地野彰信
- 石原真人

2019年1月
- 下出和洋

2020年1月
- 地主琢磨

2022年1月
- 大居大介

2023年1月
- 田村洸
- 岡田桂

2025年1月
- 梅村日奈子

## ツアー選手
選手登録年度
1997年度
- 大沢健二
- 奥屋敷敬冶

1999年度
- 平岡武広

2001年度
- 貴田紘太

2002年度
- 戸構亮

2003年度
- 近藤國夫
- 井上忠重

2004年度
- 小田宏一

2005年度
- 稲毛千佳子
- 川崎友広

2007年度
- 松本陽子

2008年度
- 橋上博紀
- 柴原大造

2010年度
- 雑賀真紀子

2011年度
- 本田辰也
- 西坂昭利
- 西村揚平

2012年度
- 岩井茜
- 高井敏晴

2014年度
- 岩瀬航

2015年度
- 渡部亜実
- 松山式命
- 小林宏康

2016年度
- 中出雄介
- 廣山美奈子

2017年度
- 畑慶行
- 佐熊未来
- 岡本駿
- 林大輝

2018年度
- 藤田樹木
- 白石幸矢
- 酒井俊晴
- 保里瑛子
- 若林貴浩

2019年度
- 紺谷博
- 川口巧
- 藤川まゆ

2020年度
- 杉蔵之介
- 洛知秋
- 喜多剛士

2021年度
- 屋城敦

2022年度
- 瀧野翔平
- 堤文聡
- 小出智大

2023年度
- 山地義昌
- 石川由人

2024年度
- 千本松紘子
- 貴志功武
- 永瀬寛
- 古久根英孝

## 女流ツアー選手
選手登録年度
2015年度
- 紺谷友紀

2018年度
- 安永真優美

2023年度
- 北出昭子
- 石川亜利沙

2024年度
- 宇野友美
- 飯嶋ひとみ

## 功労選手
- 中村ゆたか

## 過去に所属していた認定プロ
- 井出洋介（1997年4月取得　※2025年2月15日退会、1997年～2007年代表）
- 武則輝海（2006年1月取得　※2021年12月7日退会、12月11日よりRMUに所属）
- 内田慶（2015年1月取得　※2020年12月31日退会、2021年1月より日本プロ麻雀協会に所属）

## 過去に所属していたツアー選手
主だった選手を記載
- 田中利春（1997年4月取得）
- 久保谷寛（1997年4月取得）
- 大沢健二（1997年4月取得　※2025年3月31日退会）
- 橘高正彦（1997年4月取得）
- 吉田賞二（1997年4月取得）
- 岩川聖基（1997年4月取得）
- 滝石潤（1997年4月取得）

## 主催タイトル戦
- μリーグ

現将王は忍田幸夫
（2002年プレリーグ、2003年開始。リーグ戦。リーグ戦終了後に上位3名と現将王（しょうおう）の4名で将王決定戦が行われ、優勝者に将王の称号が贈られる。2006年の第4期まではツアー選手も参加）
歴代優勝者
プレμリーグ　原浩明
歴代将王
第1期　原浩明
第2期　原浩明(2)
第3期　小林剛
第4期　三原孝博
第5期　三原孝博(2)
第6期　柏原純
第7期　小林剛(2)
第8期　武則輝海
第9期　小林剛(3)
第10期　忍田幸夫
第11期　忍田幸夫(2)
第12期　清水英二
第13期　忍田幸夫(3)
第14期　忍田幸夫(4)
第15期　井出洋介
第16期　武則輝海(2)
第17期　原浩明(3)
第18期　木村和幸
第19期　小林剛(4)
第20期　忍田幸夫(5)※史上初の永世将王獲得
第21期　むく大樹
第22期　忍田幸夫(6)
- ツアーランキング戦(将星)

現将星は川崎友広
（1998年ランキング戦開始。リーグ戦。2002年からツアーランキング戦となり上位若干名がμリーグに出場。2007年からμリーグと別個となる。11月から翌年9月までの総合ランキング上位4名で将星（しょうせい）決定戦が行われ、同決定戦の優勝者に将星の称号が贈られる）
歴代将星
第1期　三上龍玲
第2期　清水英二
第3期　清水英二(2)
第4期　清水英二(3)
第5期　藤原健
第6期　城島清貴
第7期　三上龍玲(2)
第8期　内田慶
第9期　岩井茜
第10期　地野彰信
第11期　下出和洋
第12期　下出和洋(2)
第13期　大居大介
第14期　田村洸
第15期　大居大介(2)
第16期　若林貴浩
第17期　岩瀬航
第18期　川崎友広
- 将妃（しょうき）戦

現将妃は藤川まゆ
（2007年女流ランキング戦開始。女子選手によるリーグ戦。当初は半年で１期、第3期から1年1期。2011年から将妃戦という名のタイトル戦となる。リーグ戦終了時の上位4名で将妃決定戦が行われ、優勝者に将妃の称号が贈られる）
女流ランキング戦優勝者
第1期　稲毛千佳子
第2期　中村ゆたか
第3期　中村ゆたか(2)
第4期　草場とも子
第5期　清水あすか
歴代将妃
第1期　草場とも子
第2期　岩井茜
第3期　雑賀真紀子
第4期　草場とも子(2)
第5期　中村ゆたか
第6期　松本陽子
第7期　稲毛千佳子
第8期　梅村日奈子
第9期　梅村日奈子(2)
第10期　岡田桂
第11期　藤川まゆ
第12期　岡田桂(2)
第13期　北出昭子
第14期　藤川まゆ(2)
- BIG1カップ

現BIG1は地野彰信
（1998年開始。第1回・第2回は山王飯店インビテーション、第3回は国際公式麻将協会主催で完全オープン、第4回から麻将連合主催となり会員登録が必要。第1回から第9回まで「王貞治杯」）
歴代優勝者
第1回 　原浩明
第2回　 井出洋介
第3回 　西田秀幾
第4回　 井出洋介(2)
第5回 　松井一義
第6回　 松井一義(2)
第7回 　山本裕司
第8回　 吉田賞二
第9回 　黒澤耕一郎
第10回　鈴木たろう
第11回　忍田幸夫
第12回　井出洋介(3)
第13回　楠橋思
第14回　山舗徹
第15回　松井一義(3)
第16回　松井一義(4)
第17回　寺本喜一
第18回　楠橋思(2)
第19回　忍田幸夫(2)
第20回　奈良圭純
第21回　板川和俊
第22回　加藤博士
第23回　醍醐大
第24回　山崎淑弥
第25回　竹内元太
第26回　大塚翼
第27回　地主琢磨
第28回　地野彰信
- μ-M1カップ

現μ-M1は中西龍
（2003年開始。オープン）
歴代優勝者
第1期　富宿親
第2期　井上忠重
第3期　寺本喜一
第4期　寺本喜一(2)
第5期　木村和幸
第6期　山本裕司
第7期　須藤泰久
第8期　須藤泰久(2)
第9期　梶井薫
第10期　三原孝博
第11期　高見沢治幸
第12期　松井一義
第13期　忍田幸夫
第14期　斉田喜一
第15期　地野彰信
第16期　並川貞行
第17期　岡田桂
第18期　熊谷聡一
第19期　山部正人
第20期　三原孝博(2)
第21期　野村祐三
第22期　明村諭
第23期　中西龍
- μカップ（オープン）

歴代優勝者
1997年度
第1戦　銀座　　地野彰信
第2戦　横浜　　大沢健二
第3戦　五反田　久保邦博
第4戦　名古屋　原浩明
第5戦　五反田　三原孝博
第6戦　神保町　張建民
第7戦　横浜　　岩川聖基
1998年度
第1戦　神保町　平田幹浩
第2戦　福井　　橘高正彦
第3戦　熊本　　柏原純
第4戦　銀座　　須藤浩
第5戦　仙台　　平田幹浩(2)
第6戦　名古屋　藤原健
第7戦　横浜　　柏原純(2)
1999年度
第1戦　銀座　　木村興一郎
第2戦　神保町　藤原健(2)
第3戦　仙台　　井出洋介
第4戦　札幌　　木村和幸
第5戦　熊本　　吉田賞二
第6戦　名古屋　須藤浩(2)
第7戦　横浜　　城島清貴
2000年度
第1戦　横浜F　須藤泰久
第2戦　神保町　川端覚
第3戦　仙台　　高木光生
第4戦　名古屋　大沢健二(2)
第5戦　京都　　若宮龍二
第6戦　札幌　　白石亮輔
第7戦　熊本　　忍田幸夫
第8戦　銀座　　須藤浩(3)
第9戦　横浜　　平岡武広
2001年度
第1戦　大阪　　小林剛
第2戦　仙台　　平岡武広(2)
第3戦　神保町　山本裕司
第4戦　京都　　武則輝海
第5戦　札幌　　喜多清貴
第6戦　麻雀博物館　斉田喜一
第7戦　長崎　　青木和久
第8戦　横浜　　長谷川喜弘
2002年度
第1戦　渋谷　　山田昌和
第2戦　大阪　　高見沢治幸
第3戦　仙台　　高見沢治幸(2)
第4戦　札幌　　柏原純(3)
第5戦　神保町　小林剛(2)
第6戦　長崎　　忍田幸夫(2)
第7戦　横浜　　三原孝博(2)
2003年度
第1戦　東村山　多々良勝重
第2戦　大阪　　原浩明(2)
第3戦　仙台　　井出洋介(2)
第4戦　神保町　小林剛(3)
第5戦　札幌　　内田慶
第6戦　長崎　　忍田幸夫(3)
第7戦　横浜　　石原真人
2004年度
第1戦　日本橋　三ケ島幸助
第2戦　大阪　　山本裕司(2)
第3戦　仙台　　原浩明(3)
第4戦　東村山　多々良勝重(2)
第5戦　神保町　古川文子
第6戦　長崎　　原浩明(4)
第7戦　横浜　　忍田幸夫(4)
2005年度
第1戦　大阪　　奥屋敷敬二
第2戦　日本橋　黒澤耕一郎
第3戦　仙台　　武則輝海(2)
第4戦　有楽町　佐久間弘行
第5戦　長崎　　松尾政人
第6戦　神保町　沢井麻里
第7戦　横浜　　地主琢磨
2006年度
第1戦　日本橋　薗辺達哉
第2戦　大阪　　高見沢治幸(3)
第3戦　有楽町　原浩明(5)
第4戦　仙台　　黒澤耕一郎(2)
第5戦　長崎　　鶴祐輔
第6戦　神保町　近藤國夫
第7戦　横浜　　久井竜
2007年度
第1戦　神保町　明村諭
第2戦　大阪　　柏原純(4)
第3戦　有楽町　鵜沼桂史
第4戦　仙台　　三上龍玲
第5戦　大阪　　牧武
第6戦　福岡　　三原孝博(3)
第7戦　浜松町　山本裕司(3)
第8戦　横浜　　平川香織
2008年度
第1戦　さいたま　黒澤耕一郎(3)
第2戦　大阪　　小田宏一
第3戦　湘南　　黒澤耕一郎(4)
第4戦　有楽町　山本裕司(4)
第5戦　仙台　　小野寺克之
第6戦　京都　　黒澤耕一郎(5)
第7戦　福岡　　城島清貴(2)
第8戦　浜松町　菊崎善幸
第9戦　横浜　　須藤浩(4)
2009年度
第1戦　さいたま　山本裕司(5)
第2戦　大阪　　奥脇幸太
第3戦　湘南　　木村和幸(2)
第4戦　有楽町　松井一義
第5戦　仙台　　柏原純(5)
第6戦　浜松町　井出洋介(3)
第7戦　横浜　　木村和幸(3)
2010年度
第1戦　さいたま　川崎友広
第2戦　大阪　　田内翼
第3戦　湘南　　幾留敏之
第4戦　有楽町　佐藤文彦
第5戦　仙台　　小笠原健太郎
第6戦　浜松町　山本裕司(6)
第7戦　横浜　　柏原純(6)
2011年度
第1戦　さいたま　前沢史明
第2戦　大阪　　平田淳子
第3戦　湘南　　武則輝海(3)
第4戦　有楽町　薗辺達哉(2)
第5戦　京都　　西坂昭利
第6戦　仙台　　豊原有太
第7戦　厚木　　三原孝博(4)
第8戦　横浜　　須藤泰久(2)
2012年度
第1戦　アルバンスタジオ　小林剛(4)
第2戦　大阪　　草場とも子
第3戦　湘南　　草場とも子(2)
第4戦　有楽町　幾留敏之(2)
第5戦　京都　　松井一義(2)
第6戦　仙台　　佐藤達也
第7戦　厚木　　小笠原健太郎(2)
第8戦　横浜　　井出洋介(4)
2013年度
第1戦　五反田　武則輝海(4)
第2戦　大阪　　忍田幸夫(5)
第3戦　湘南　　忍田幸夫(6)
第4戦　有楽町　櫻井一幸
第5戦　京都　　堀直也
第6戦　仙台　　井出洋介(5)
第7戦　厚木　　忍田幸夫(7)
第8戦　横浜　　椋大樹
2014年度
第1戦　スリアロ　須藤浩(5)
第2戦　大阪　　椋大樹(2)
第3戦　湘南　　井出洋介(6)
第4戦　東京　曽我明
第5戦　京都　　今村順平
第6戦　仙台　　内田慶(2)
第7戦　スリアロ2015冬　原浩明(6)
第8戦　横浜　　三上龍玲(2)
2015年度
第1戦　スリアロ2015春　高見沢治幸(4)
第2戦　大阪　　原浩明(7)
第3戦　湘南　　田中実
第4戦　東京　黒澤麻衣
第5戦　神戸　　石原真人(2)
第6戦　仙台　　忍田幸夫(8)
第7戦　スリアロ2016冬　原浩明(8)
第8戦　横浜　　三上龍玲(3)
2016年度
第1戦　スリアロ2016春　山本裕司(7)
第2戦　大阪　　地野彰信(2)
第3戦　湘南　　清水英二
第4戦　神戸　　薗辺達哉(3)
第5戦　東京　　高見沢治幸(5)
第6戦　仙台　　明村諭(2)
第7戦　スリアロ2017冬　石原真人(3)
第8戦　横浜　　清水英二(2)
2017年度
第1戦　スリアロ2017春　元島由晶
第2戦　大阪　　山本貴一
第3戦　湘南　　石原真人(4)
第4戦　神戸　　武則輝海(5)
第5戦　東京　　清水英二(3)
第6戦　仙台　　内田慶(3)
第7戦　スリアロ2018冬　地主琢磨(2)
第8戦　横浜　　井上忠重
2018年度
第1戦　スリアロ2018春　井出洋介(7)
第2戦　大阪　　加藤博士
第3戦　湘南　　原浩明(9)
第4戦　東京　　田村洸
第5戦　神戸　　井出洋介(8)
第6戦　仙台　　忍田幸夫(9)
第7戦　スリアロ2019冬　戸構亮
第8戦　横浜　　地主琢磨(3)
2019年度
第1戦　スリアロ2019春　草場とも子(3)
第2戦　大阪　　忍田幸夫(10)
第3戦　湘南　　岡田桂
第4戦　東京　　藤川まゆ
第5戦　仙台　　黒澤耕一郎(6)
第6戦　神戸　　橋上博紀
第7戦　スリアロ2020冬　戸構亮(2)
第8戦　横浜　　大居大介
2020年度
第1戦　湘南　　畑慶行
第2戦　神戸　　忍田幸夫(11)
第3戦　仙台　　三原孝博(5)
第4戦　東京　　明村諭(3)
第5戦　横浜　　黒澤耕一郎(7)
2021年度
第1戦　大阪　　山地義昌
第2戦　湘南　　中西龍
第3戦　神戸　　梅村日奈子
第4戦　仙台　　黒澤耕一郎(8)
第5戦　東京　　石原真人(5)
第6戦　横浜　　田村洸(2)
2022年度
第1戦　大阪　　涌田悟
第2戦　湘南　　忍田幸夫(12)
第3戦　神戸　　井上忠重(2)
第4戦　仙台　　釜木剛
第5戦　東京　　山本裕司(8)
第6戦　横浜　　原浩明(10)
2023年度
第1戦　大阪　　地野彰信(3)
第2戦　湘南　　大居大介(2)
第3戦　神戸　　松井一義(3)
第4戦　仙台　　釜木剛(2)
第5戦　梅田　　松山武命
第6戦　東京　　牧野卓人
第7戦　横浜　　明村諭(4)
2024年度
第1戦　大阪　　藤原健(3)
第2戦　湘南　　大居大介(3)
第3戦　神戸　　東家俊一
第4戦　仙台　　釜木剛(3)
第5戦　梅田　　米津紘平
第6戦　東京　　石原真人(6)
第7戦　横浜　　何子楽
2025年度
第1戦　大阪　　東家俊一(2)
第2戦　湘南　　若林貴浩
- 関西インビテーションカップ（2002年度開始。オープン）

歴代優勝者
第1回　井出洋介
第2回　小林剛
第3回　桜井英男
第4回　楠橋思
第5回　金太賢
第6回　山岡正道
第7回　松井一義
第8回　松井一義(2)
第9回　井出洋介(2)
第10回　山舗徹
第11回　忍田幸夫
第12回　西田一信
第13回　橋上博紀
第14回　板川和俊
第15回　清水英二
第16回　明村論
第17回　原浩明
第18回　忍田幸夫(2)
第19回　柴田大
第20回　山舗徹(2)
第21回　中出雄介
- 関東インビテーションカップ（2003年第1回、2009年第2回、以降毎年。オープン）

歴代優勝者
第1回　黒澤耕一郎
第2回　田中実
第3回　山谷克也
第4回　忍田幸夫
第5回　山本裕司
第6回　幾留敏之
第7回　忍田幸夫(2)
第8回　椋大樹
第9回　松本陽子
第10回　高見沢治幸
第11回　中村ゆたか
第12回　三橋浩太
第13回　石原真人
第14回　丹野賢一
第15回　清田脩
第16回　槙島重文
第17回　寺本喜一
第18回　明村諭
- μレディースオープン（2009年開始。オープン）

歴代優勝者
第1回　川端美雪
第2回　相沢ミチ子
第3回　渡辺洋香
第4回　東由紀美
第5回　増田有美
第6回　宮本祐子
第7回　中月裕子
第8回　朝倉ゆかり
第9回　水瀬千尋
第10回　赤岩由美子
第11回　稲毛千佳子
第12回　だてあずみ。
第13回　菅野真由
第14回　平川香織
第15回　大畠夏奈
第16回　柚花ゆうり
- μチャンピオンシップ（1998年開始。認定プロやツアー選手は参加せず、ミューの会員のみで行われる）

歴代優勝者
第1回　梅沢洋一
第2回　佐々木健
第3回　大村利隆
第4回　芝美穂子
第5回　河端徹
第6回　関園子
第7回　大形和子
第8回　山中純子
第9回　藤田司
第10回　真崎陽子
第11回　湯村浩章
第12回　薗田勝敏
第13回　岡眞紗子
第14回　真崎陽子(2)
第15回　薗田勝敏(2)
第16回　芝文広
第17回　遠藤曜子
第18回　梶井薫
第19回　小西弘文
第20回　清田脩
第21回　樋口健二
第22回　山口晋之介
第23回　宗形周平
第24回　松島巌
第25回　上沼恭子
第26回　薗辺達哉
第27回　岡田朋之
- セタ杯・麻雀日本シリーズ（1997年開催。主催・報知新聞社。オープン）

優勝者
中橋大貮（石川）